# Lenexa
Lenexa är en stad i Johnson County i delstaten Kansas, USA med 48 972 invånare (2011). Lenexa är en av 25 städer i Kansas i egentlig mening, first class city.